# Kościół św. Stanisława w Czemiernikach
Kościół świętego Stanisława – rzymskokatolicki kościół parafialny należący do dekanatu Czemierniki archidiecezji lubelskiej. Znajduje się na trasie Szlaku Renesansu Lubelskiego.

## Historia

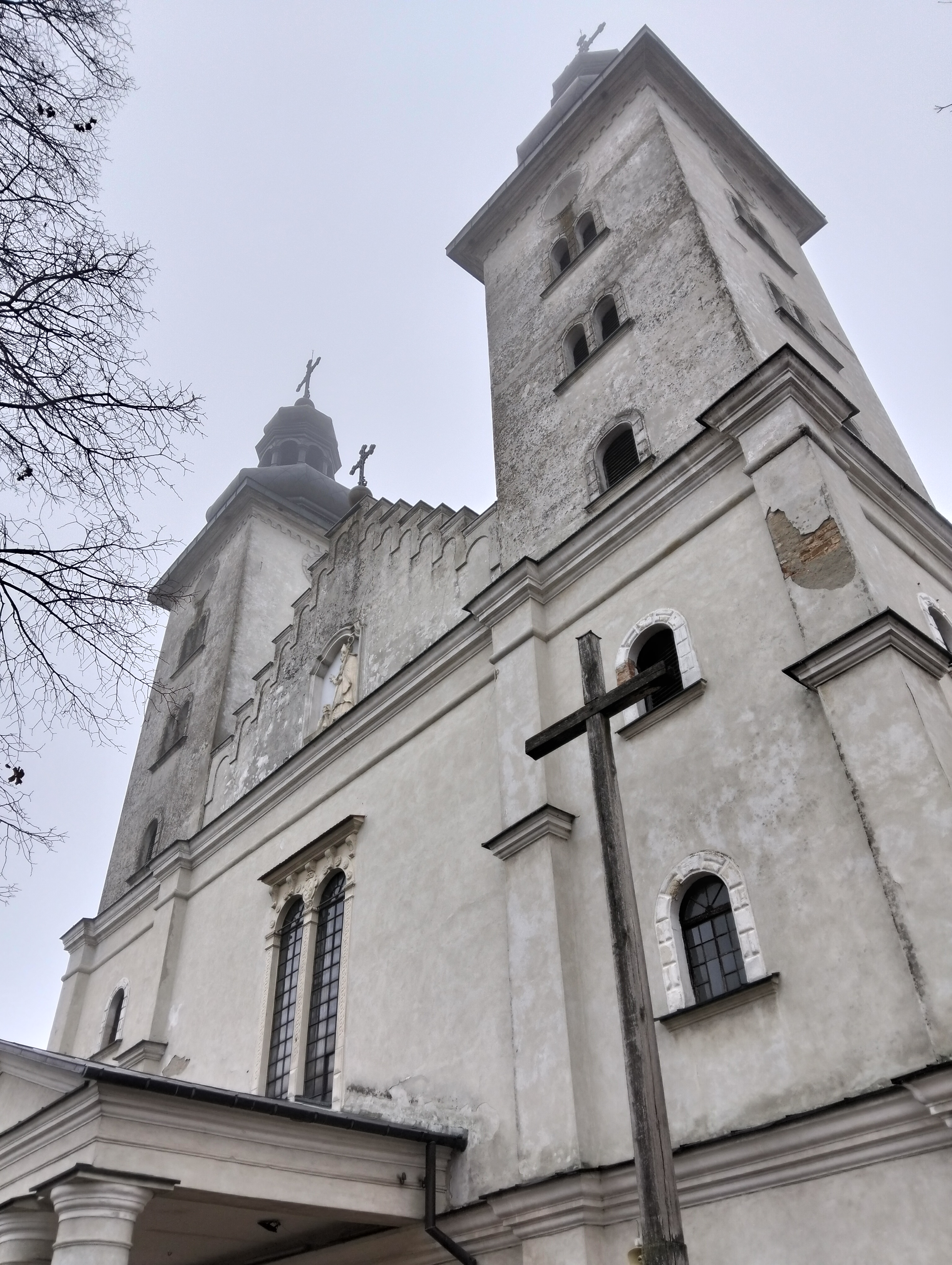
Fasada wejściowa

Świątynia została wybudowana w latach 1603-1614. Jej fundatorem był Henryk Firlej, późniejszy arcybiskup gnieźnieński. W dniu 1 października 1617 roku kościół został przez niego konsekrowany. Budowla była dwa razy niszczona przez pożary (w 1711 roku zniszczony dach, a podczas odwrotu wojsk napoleońskich w 1813 roku uszkodzone zostały wieże, zostały zniszczone dach i ołtarze). Po drugim pożarze odbudowa ze zniszczeń trwała dość długo. W latach 1874 – 1875, podczas urzędowania księdza proboszcza Karola Mleczka kościół został przebudowany. Zostały wtedy podwyższone obydwie wieże i zostały zwieńczone podwójnymi kopułami, nad zakrystią został nadbudowany tzw. skarbiec, przed elewacją frontową został wzniesiony portyk. W latach późniejszych były wykonywane remonty bieżące. W czasie urzędowania księdza proboszcza Jana Poddębniaka dzięki ofiarności parafian, w 1975 roku dach został pokryty blachą ocynkowaną, w 1977 roku zostały pozłocone i odnowione ołtarze, ambona. W czasie urzędowania administratora, a potem proboszcza księdza Józefa Chorębały, dzięki ofiarności parafian, w 1987 roku został przeprowadzony gruntowny remont wież, które zostały pokryte blachą miedzianą. W 1990 roku budowla otrzymała nową elewację, w 1994 roku zostało odnowione wnętrze, w 1997 roku zostały wykonane nowe ławki dębowe, ołtarz soborowy i ambonka, podłogi w zakrystiach. i w 1999 roku zostało założone ogrzewanie promiennikowe.

## Architektura

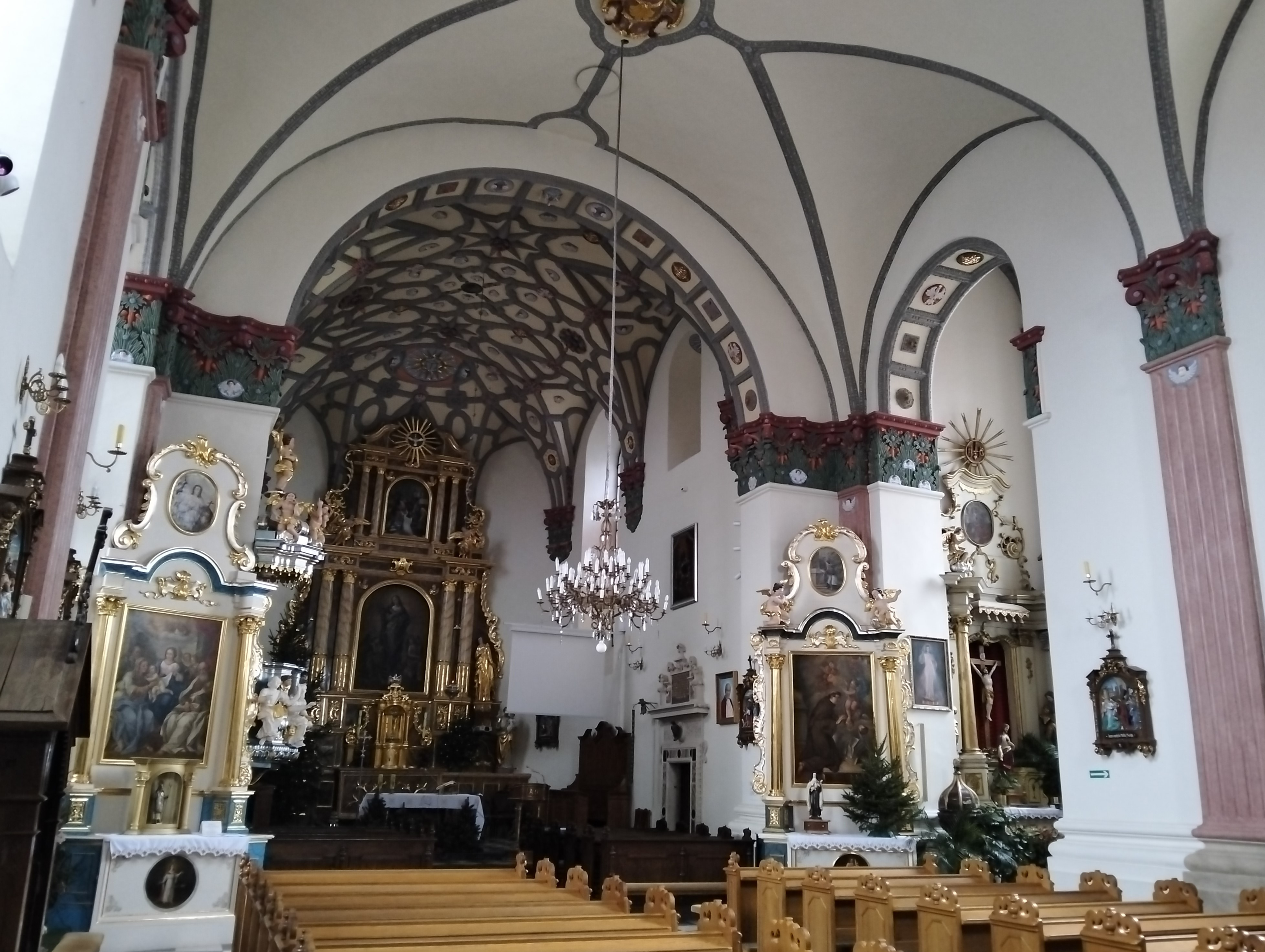
Wnętrze i ołtarze

Świątynia parafialna w Czemiernikach jest budowlą jednonawową z parą bocznych kaplic, prezbiterium jest węższe i zakończone półkoliście. Fasadę zdobią dwie wieże o wysokości 38 metrów. Wnętrze kościoła jest jasne i widne, nakryte sklepieniem kolebkowym z lunetami. Sklepienia prezbiterium i kaplic są ozdobione siatką sztukaterii, w nawie zaś zachowały się jedynie jej pozostałości. Listwy sztukaterii, mają profil rzeźbiony w kształcie wolich oczek i perełek. Rozety, skrzydlate główki i orły znajdują się we wnętrzu pól. Na łuku tęczowym, od strony prezbiterium znajduje się kartusz z gmerkiem i literami IW oraz datą 1614 będący monogramem sztukatora. 

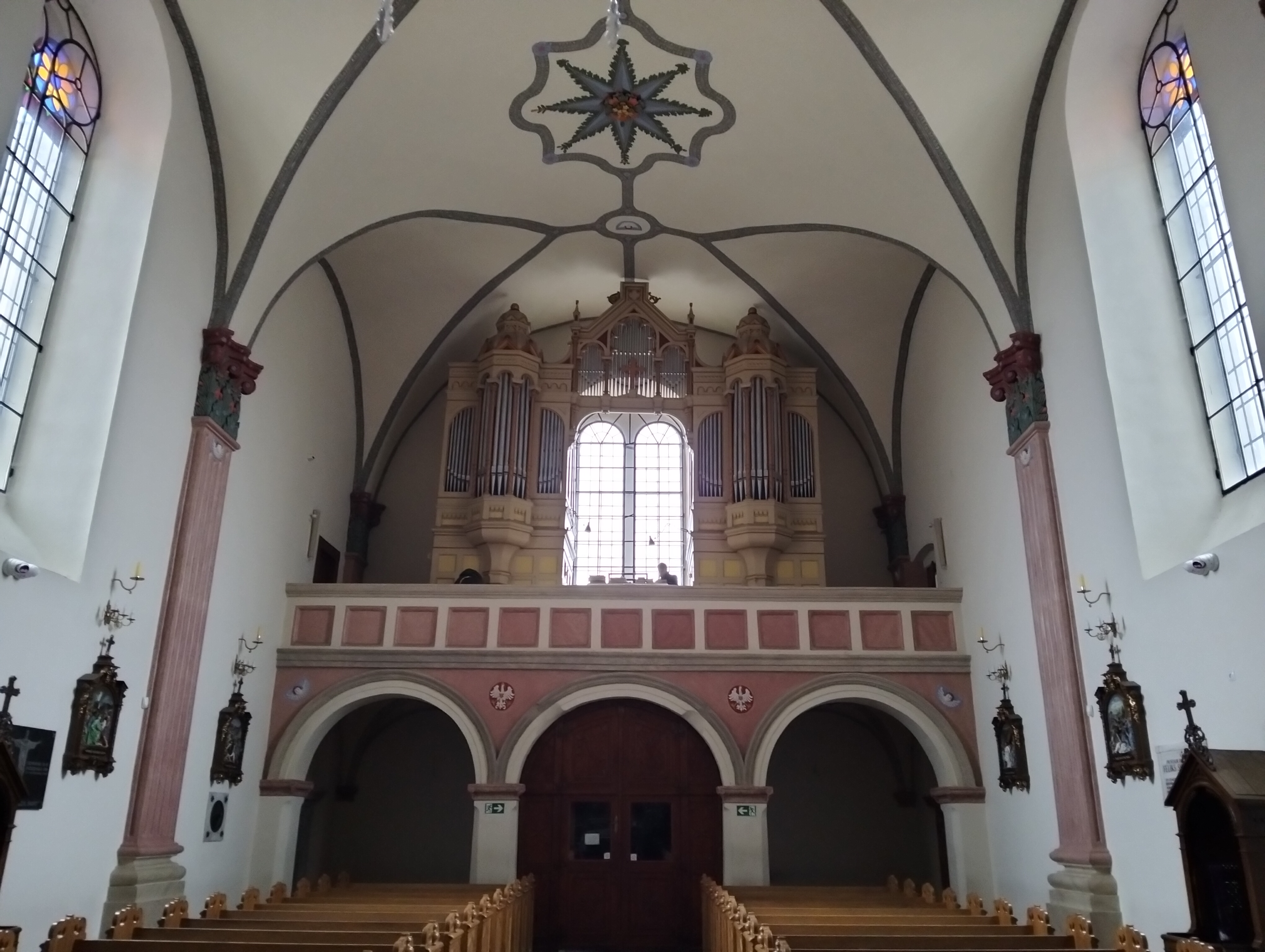
Chór i organy

Wyposażenie wnętrza reprezentuje styl barokowy. W ołtarzu głównym są umieszczone dwa obrazy św. Stanisława: na szczycie scena męczeństwa, natomiast w centralnej części wskrzeszenie Piotrowina, św. Ludwik i Matka Boża Wniebowzięta. Obrazy św. Stanisława i św. Ludwika zostały namalowane w 1904 roku i odnowione w 2000 i 2001 roku, a obraz Matki Bożej został namalowany w 1952 roku. Z boku znajdują się rzeźby Matki Bożej i św. Jana Apostoła, późnogotyckie, wykonane w XV wieku oraz rzeźby aniołów barokowe wykonane w XVIII wieku. Ołtarze boczne: z lewej strony Św. Rodziny i z prawej strony Św. Antoniego. W kaplicach znajdują się ołtarze: Matki Bożej Różańcowej (w kaplicy północnej), Męki Pańskiej (w kaplicy południowej). Ambona jest ozdobiona rzeźbami czterech ewangelistów. Chrzcielnica w formie masywnego kielicha została wykonana z marmuru polerowanego i znajduje się w kaplicy południowej.